# فسوترودین
فسوترودین (انگلیسی: Fesoterodine) (INN که به عنوان فومارات با نام تجاری Toviaz استفاده می‌شود) یک داروی ضد موسکارینی است که توسط Schwarz Pharma AG برای درمان سندرم مثانه بیش فعال (OAB) تولید شده‌است. در آوریل ۲۰۰۷ میلاد توسط آژانس دارویی اروپا سازمان غذا و داروی ایالات متحده در ۳۱ اکتبر ۲۰۰۸ و بهداشت کانادا در ۹ فوریه ۲۰۱۲ تأیید شد.
فسوترودین یک پیش‌دارو است و توسط استرازهای پلاسما به متابولیت فعال خود، دفسوترودین، تجزیه می‌شود.

## اثر
فسوترودین این مزیت را دارد که دوز انعطاف‌پذیرتری نسبت به سایر آنتاگونیست‌های موسکارینی ایجاد می‌کند. تحمل و عوارض جانبی آن مشابه سایر آنتاگونیست‌های موسکارینی است و به‌عنوان یک داروی جدید بعید به نظر می‌رسد که تغییرات زیادی در شیوه‌های درمان مثانه بیش فعال ایجاد کند.
یک مطالعه ژاپنی در سال ۲۰۱۷، نشان داد که بی‌اختیاری اضطراری و فوریتی پس از مصرف ۳ روزه دارو بهبود می‌یابد و اثربخشی کامل آن پس از مصرف ۷ روز قابل قضاوت است. مثانه بیش فعال در ۸۸ درصد بیماران پس از هفت روز استفاده از بین می‌رود.